# Nordische Badmintonmeisterschaft 1992
Die Nordische Badmintonmeisterschaft 1992 fand vom 14. bis zum 15. November 1992 in Malmö statt.

## Medaillengewinner
| Disziplin    | Gold                               | Silber                            | Bronze                                 |
| ------------ | ---------------------------------- | --------------------------------- | -------------------------------------- |
| Herreneinzel | Thomas Stuer-Lauridsen             | Poul-Erik Høyer Larsen            | Pontus Jäntti                          |
| Herreneinzel | Thomas Stuer-Lauridsen             | Poul-Erik Høyer Larsen            | Jens Olsson                            |
| Dameneinzel  | Christine Magnusson                | Pernille Nedergaard               | Catrine Bengtsson                      |
| Dameneinzel  | Christine Magnusson                | Pernille Nedergaard               | Astrid Crabo                           |
| Herrendoppel | Jon Holst-Christensen Jan Paulsen  | Peter Axelsson Pär-Gunnar Jönsson | Jan-Eric Antonsson Stellan Österberg   |
| Herrendoppel | Jon Holst-Christensen Jan Paulsen  | Peter Axelsson Pär-Gunnar Jönsson | Christian Ljungmark Rikard Magnusson   |
| Damendoppel  | Christine Magnusson Lim Xiaoqing   | Lotte Olsen Marlene Thomsen       | Marianne Rasmussen Anne Mette Bille    |
| Damendoppel  | Christine Magnusson Lim Xiaoqing   | Lotte Olsen Marlene Thomsen       | Maria Bengtsson Margit Borg            |
| Mixed        | Pär-Gunnar Jönsson Maria Bengtsson | Jan-Eric Antonsson Astrid Crabo   | Jan Paulsen Lotte Olsen                |
| Mixed        | Pär-Gunnar Jönsson Maria Bengtsson | Jan-Eric Antonsson Astrid Crabo   | Jon Holst-Christensen Anne Mette Bille |